# Odyseas Muzenidis
Odyseas Muzenidis (30 de junio de 1999) es un deportista de Grecia que compite en atletismo. Ganó una medalla de bronce en el Campeonato Mundial de Atletismo Sub-20 de 2018, en la prueba de lanzamiento de peso.